# 半田町 (徳島県)
半田町（はんだちょう）は、かつて徳島県の西部にあった町である。美馬郡に属した。
2005年3月1日、貞光町，一宇村と合併してつるぎ町となった。
江戸時代には吉野川の豊富な水量を生かした水運が盛んであった。
林業が主産業であった時代もあり、そこから加工する木工産業も起こり、さらに漆器の生産も行われていた。
江戸時代に始まったとされる半田素麺が全国的に有名であり、県内一の柿産地である。

## 地理
徳島県の西部、美馬郡の西端に位置した。
- 山：白滝山（標高1526m）
- 川：吉野川、半田川
- 最高地点：1526m（白滝山頂上）
- 最低地点：49m（吉野川角池勧農堤防上）

### 隣接していた自治体
- 徳島県
  - 美馬郡 美馬町、貞光町、一宇村
  - 三好郡 三野町、三加茂町、東祖谷山村

## 沿革
- 江戸期 - 半田村が成立。
- 明治初年 - 半田村から半田奥山村と半田口山村が分村。
- 1889年（明治22年）10月1日 - 町村制施行に伴い、旧来の半田村と半田口山村が合併して半田村となる。半田奥山村は合併を伴わず単独村制施行。
- 1917年（大正6年）7月4日 - 半田奥山村が改称して八千代村となる。
- 1926年（大正15年）11月3日 - 半田村が町制施行して半田町（初代）となる。
- 1934年（昭和9年）6月1日 - 半田町大字川中島字中鳥を重清村に分離。
- 1956年（昭和31年）3月30日 - 八千代村と合併し半田町（2代）となる。
- 2005年（平成17年）3月1日 - 貞光町・一宇村と合併してつるぎ町となり消滅。

## 歴史
- 1950年（昭和25年）3月29日 - 昭和天皇のお召し列車が阿波半田駅に5分間停車。駅前奉迎が行われた（昭和天皇の戦後巡幸）[6]。
- 1991年（平成3年）6月5日 - 柿ワイン試飲会が開催される。

## 人口の変遷
- 1995年 - 男：3223人・女：3548人 - 合計：6671人
- 2000年 - 男：2625人・女：2965人 - 合計：5590人

（国勢調査より）

## 施設

### 行政機関
- 社会保険庁
  - 阿波半田社会保険事務所（現・日本年金機構阿波半田年金事務所）

### 公的機関
- 半田郵便局

### 公共施設
- つるぎ町立半田病院

### 教育施設
町内に大学・高等学校はない
- 中学校
  - 半田町立半田中学校（現:つるぎ町立半田中学校）
- 小学校
  - 半田町立半田小学校（現:つるぎ町立半田小学校）
  - 半田町立八千代小学校（現:つるぎ町立八千代小学校）
- 廃校
  - 半田町立八千代中学校
  - 半田町立坂根小学校（現:つるぎ町立坂根小学校）

### 観光
- 土々呂の滝
- 土々呂の滝親水公園
- 於安パーク
- 石堂神社

## 特産物
- 半田素麺
- あたご柿
- 椎茸
- 半田漆器

## 交通

### 鉄道
徳島市内からは特急なら50分, 普通列車でも1時間程度で行ける。
- 四国旅客鉄道
  - 徳島線：阿波半田駅

### 道路
- 一般国道
  - 国道192号
- 県道
  - 徳島県道126号半田貞光線
  - 徳島県道127号美馬半田線
  - 徳島県道159号阿波半田停車場線
  - 徳島県道256号上蓮小野線
  - 徳島県道257号蔭名小野線
  - 徳島県道258号小谷西端山線

## 出身有名人
- 北島康雄（四星球）
- 谷哲也（中日ドラゴンズ選手）
- 大川紫央 （宗教家、大川隆法の妻）